# Aneuclis pusilla
Aneuclis pusilla är en stekelart som beskrevs av Masi 1933. Aneuclis pusilla ingår i släktet Aneuclis och familjen brokparasitsteklar. Inga underarter finns listade i Catalogue of Life.